# SDSS J090745.0+024507

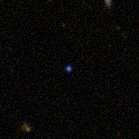

SDSS J090744.99+024506.8 (SDSS 090745.0+024507)는 분광형 B형의 항성으로 우리 은하에서 광속의 약 0.002%(V=600 km/s) 속도(이는 우리 은하 탈출 속도의 두 배이다)로 탈출하고 있는 항성이다. 2005년 처음 발견된 이래 이 별은 관측된 천체들 중 우주 공간을 가장 빠르게 움직이고 있으며 초고속도 항성으로 분류할 수 있고, 몇 안되는 폭주성 중 하나이다. 워렌 브라운은 이 별을 "쫓겨난 별"로 불렀다.  이 별은 약 8,000만 년 전 우리 은하 중심(은하핵) 부근에 있었던 걸로 추정된다. 원래 쌍성계의 일원이었으나, 별에 가까이 접근한 블랙홀의 중력 때문에 동반성과의 연결 고리가 끊어져 튕겨져 날아가게 된 것으로 추측하고 있다.
이 별의 나이는 약 8,000만 년이며 무거운 원소(수소와 헬륨보다 무거운 여러 원소들)들이 대기 중에 풍부하게 포함되어 있다. 이 별은 약 1,500,000 마일/시간(초속 약 670 킬로미터)의 속도로 우주 공간을 여행하고 있으며, 이는 은하 탈출 속도보다 크기 때문에 은하의 중력에서 벗어나 영원히 돌아오지 않을 것이다.
SDSS J090745.0+024507의 탈출 시나리오는 1988년 잭 힐스가 제안한 것으로, 항성계 구성원들이 무거운 블랙홀을 만날 경우에 어떻게 될 것인지를 예상한 것이다.

## 같이 보기
- US 708